# Rikke Helms
Rikke Marianne Helms (født 25. februar 1948 i Skive) er en dansk kulturarbejder og tidligere institutleder af Det Danske Kulturinstitut i Sankt Petersborg.

## Barndom og uddannelse
Rikke Helms er datter af læge Peder Georg Helms (1920–2005) og læge samt cand. phil. Sara Helms (født Tønnesen; 1911–1999), og er den mellemste af tre søskende, med Lars Helms som storebror og Hans Jakob Helms som lillebror. Hun tilbragte en stor del af sin barndom i Østgrønland i forbindelse med forældrenes virke som læger.
Helms tog sin studentereksamen på Horsens Statsskole i 1966 og dimitterede som cand. mag. i russisk og dansk fra Københavns Universitet i 1976. Under studietiden virkede hun som rejseleder ved turist- og kongresrejser til det daværende Sovjetunionen fra 1970–75, efter et ét-årigt studieophold ved Leningrads Statsuniversitet.

## Karriere
I perioden 1977–85 virkede hun i det danske undervisningssystem, inden hun i 1985 tog til Sovjetunionen igen for at virke som lektor ved Moskvas Statsuniversitet frem til 1990. I 1990 blev hun udnævnt til institutleder ved Det Danske Kulturinstitut i Riga, i en omskiftelig tid, hvor Letland genvandt sin uafhængighed fra Sovjetunionen. Denne stilling havde Helms frem til 2003, hvor hun i stedet blev institutleder for Det Danske Kulturinstitut i Sankt Petersborg. Denne stilling fratrådte hun i 2019. 

## Æresbevisninger
Rikke Helms fik Ebbe Muncks Hæderspris i 1993, og blev den 7. november 1994, som den første udlænding efter Letlands genvundne selvstændighed, udnævnt til Officer af Trestjerneordenen. I 1996 blev hun udnævnt til æresdoktor ved Letlands Kulturakademi og i 2011 til Ridder af Dannebrog.